# Temnothorax rothneyi
Temnothorax rothneyi (лат.) — вид мелких муравьев из рода Temnothorax подсемейства Myrmicinae. Эндемик Индии.

## Распространение
Индомалайская зона. Найден в Индии.

## Описание
Небольшие муравьи, длина рабочих от 2,5 до 3,9 мм, коричневого цвета. Голова и тело морщинистые. Проподеальные шипики такой же длины как интервал между их основания.
Впервые был описан в 1902 году швейцарским мирмекологом Огюстом Форелем под названием Leptothorax rothneyi Forel, 1902 по материалу из Индии.

## Этимология
Вид был назван в честь сборщика типовой серии по фамилии Rothney.